# Breves
Breves is een gemeente in de Braziliaanse deelstaat Pará. De plaats ligt op het eiland Marajó. De gemeente telt 99.896 inwoners (schatting 2017).

## Aangrenzende gemeenten
De gemeente grenst aan Afuá, Anajás, Bagre, Curralinho, Gurupá, Melgaço en São Sebastião da Boa Vista.